# Un tigre parmi les singes
Pour plus de détails, voir Fiche technique et Distribution.
Un tigre parmi les singes (Gorbaciof) est un film italien réalisé par Stefano Incerti, sorti en 2010, avec Toni Servillo, Yang Mi et Geppy Gleijeses (it) dans les rôles principaux.

## Synopsis
Marino Pacileo (Toni Servillo) est un homme solitaire qui vit dans le quartier de Vicaria à Naples. Il est surnommé Gorbaciof à cause d'un nævus sur le front qui le fait ressembler à l'homme politique Mikhaïl Gorbatchev. Il travaille comme comptable dans la prison de Poggioreale et se sert dans les caisses de l'établissement afin de financer sa passion pour les jeux d'argents. Alors qu'il joue au poker dans l'arrière-salle d'un restaurant chinois, il rencontre Lila (Yang Mi), la fille du propriétaire (Hal Yamanouchi). Fasciné par la jeune fille, il prend contact avec elle, malgré les difficultés de communication, Lila ne parlant pas l'italien.
Pour l'aider et lui éviter la prostitution, il offre une importante somme d'argent à son père afin de payer ses dettes, mais se retrouve en difficulté après avoir à son tour perdu et contracté une dette importante face à un avocat véreux (Geppy Gleijeses (it)). Il est alors amené à contracter une nouvelle dette auprès de Vanacore (Nello Mascia (it)), un gardien corrompu de la prison, qui lui propose de participer à un casse afin de le rembourser. 

## Fiche technique
- Titre : Un tigre parmi les singes
- Titre original : Gorbaciof
- Réalisation : Stefano Incerti
- Scénario : Stefano Incerti et Diego De Silva (it)
- Photographie : Pasquale Mari (it)
- Montage : Marco Spoletini
- Musique : Teho Teardo (it)
- Scénographie : Carmine Guarino
- Producteur : Angelo Curti (it), Edwige Fenech, Luciano Martino, Sergio Pelone (it) et Massimo Vigliar
- Société de production : Lucky Red (it)
- Pays d'origine :  Italie
- Langue : Italien
- Format : Couleur
- Genre : Drame
- Durée : 85 minutes
- Dates de sortie :
  -  Italie : 3 septembre 2010 (Mostra de Venise 2011)
  -  Italie : 15 octobre 2010
  -  France : 14 septembre 2011

## Distribution
- Toni Servillo : Marino Pacileo, alias Gorbaciof
- Yang Mi : Lila
- Geppy Gleijeses (it) : l'avocat
- Nello Mascia (it) : Vanacore
- Salvatore Ruocco : un gardien de la prison
- Hal Yamanouchi : le père de Lila
- Gaetano Bruno : l'arabe
- Antonio Buonomo (it) : le directeur du super-marché
- Agostino Chiummariello : le directeur de l'usine
- Salvatore Striano (it) : un criminel
- Francesco Paglino : un criminel
- Loredana Simioli (en)

## Autour du film
- Tourné dans différents quartiers de la ville de Naples, le film utilise comme décor plusieurs lieux connus de la ville, comme l'église San Severo fuori le mura, le Castel Capuano, l'aéroport de Naples-Capodichino, le métro de la ville ou la prison de Poggioreale.

## Distinctions

### Prix
- Festival international du film de Mons : Coup de Cœur du Jury en 2011.

### Nominations
- Globe d'or du meilleur acteur en 2011 pour Toni Servillo.
- Globe d'or de la meilleure photographie en 2011 pour Pasquale Mari (it).
- Ruban d'argent du meilleur acteur dans un second rôle en 2011 pour Geppy Gleijeses (it).